# 대구비슬초등학교
대구비슬초등학교(大邱琵瑟初等學校)는 대한민국 대구광역시 달성군 유가읍에 있는 공립 초등학교이다.

## 학교 연혁
- 1950년 4월 5일 비산국민학교 개교(설립인가 3월 31일)
- 1995년 3월 1일 대구비슬국민학교로 교명 변경
- 1996년 3월 1일 대구비슬초등학교로 교명 변경
- 2010년 2월 10일 제58회 졸업식
- 2010년 2월 28일 대구비슬초등학교 폐교[1]
- 2016년 3월 1일 대구비슬초등학교로 재개교(달성군 유가읍 테크노북로 144)
- 2016년 3월 1일 초대 임현혜 교장 부임 30학급 편성(특수 1학급)
- 2021년 9월 1일 이해연 교장 취임